# Mesobria guttata
Mesobria guttata es una especie de araña araneomorfa de la familia Linyphiidae. Es el único miembro del género monotípico Mesobria.

## Distribución
Se encuentra en San Vicente y las Granadinas.